# Sensuntepeque
Sensuntepeque is een stad in El Salvador. Het is de hoofdplaats van het departement Cabañas.
Sensuntepeque 43.000 inwoners.